# Пищатинці

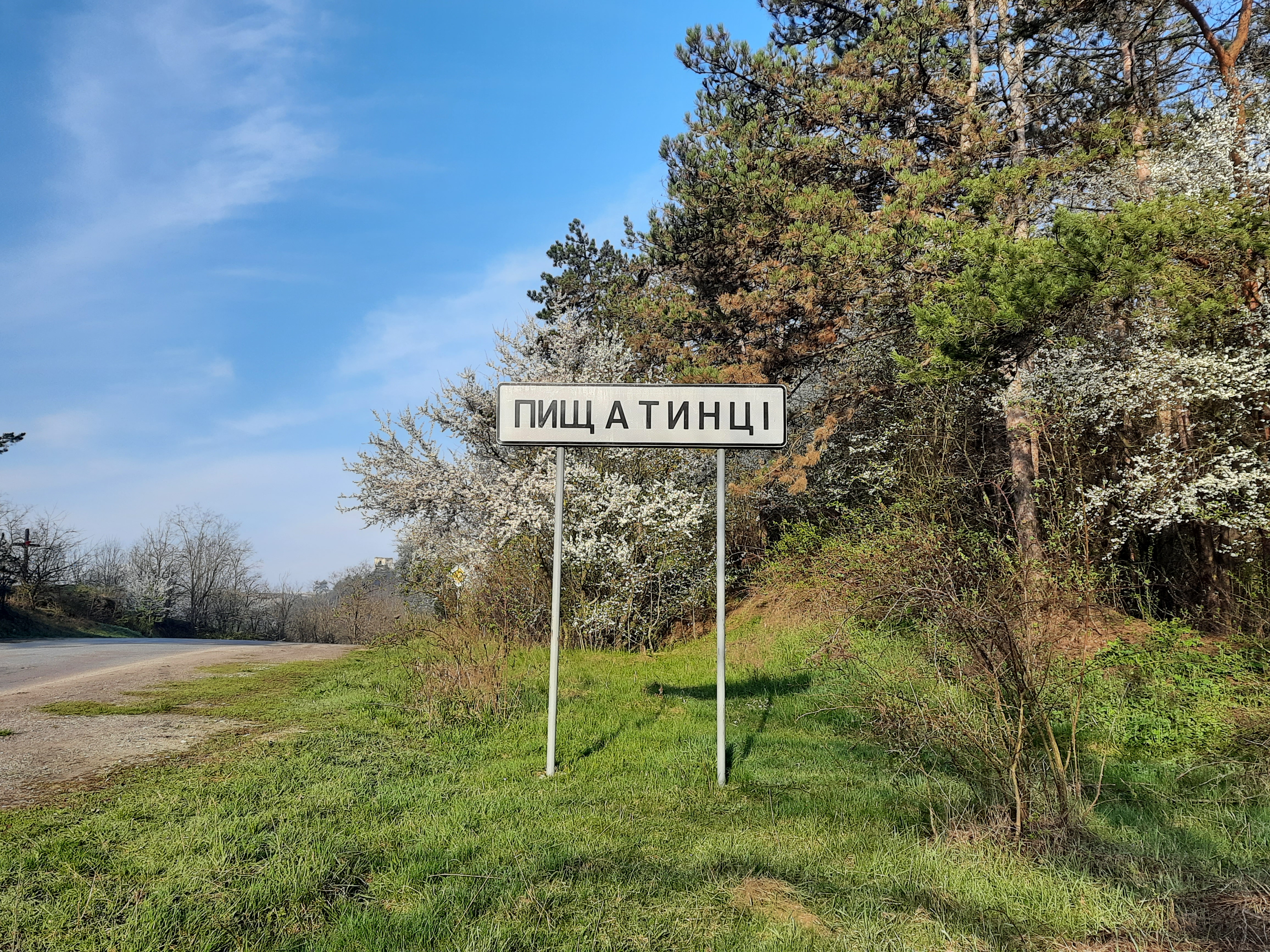
Дорожній знак при в'їзді в село

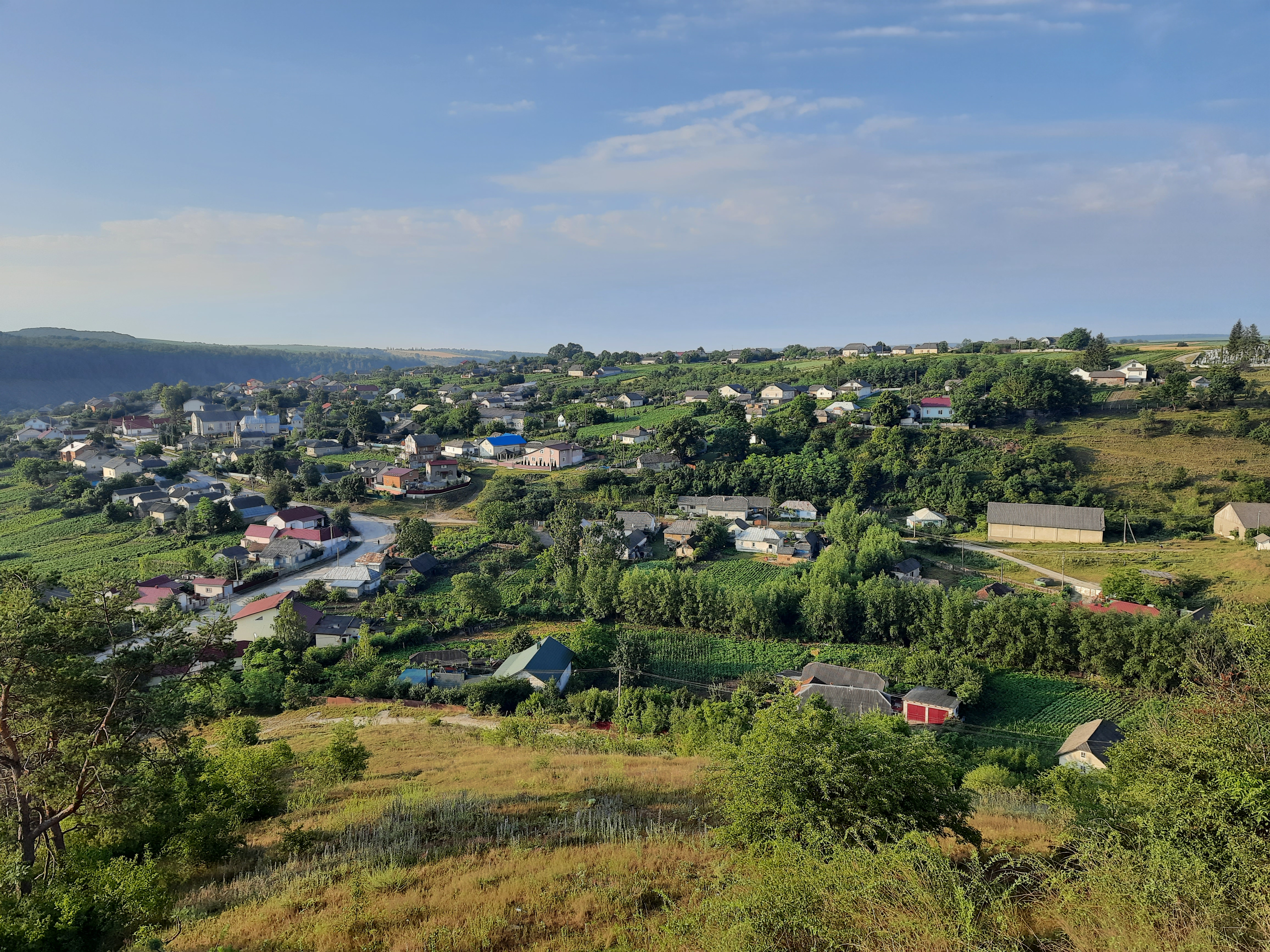
Вигляд на село

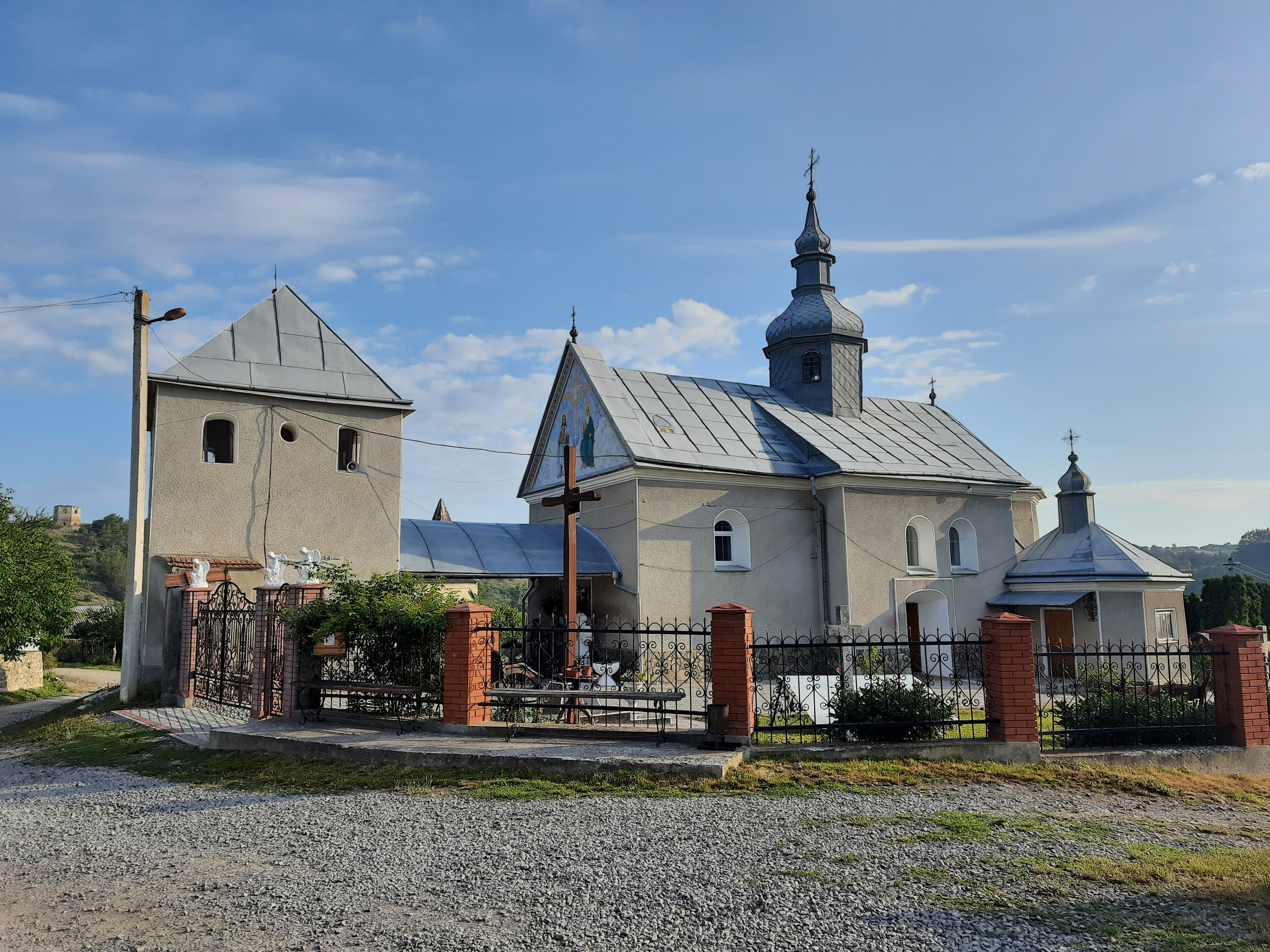
Церква Святого Михаїла

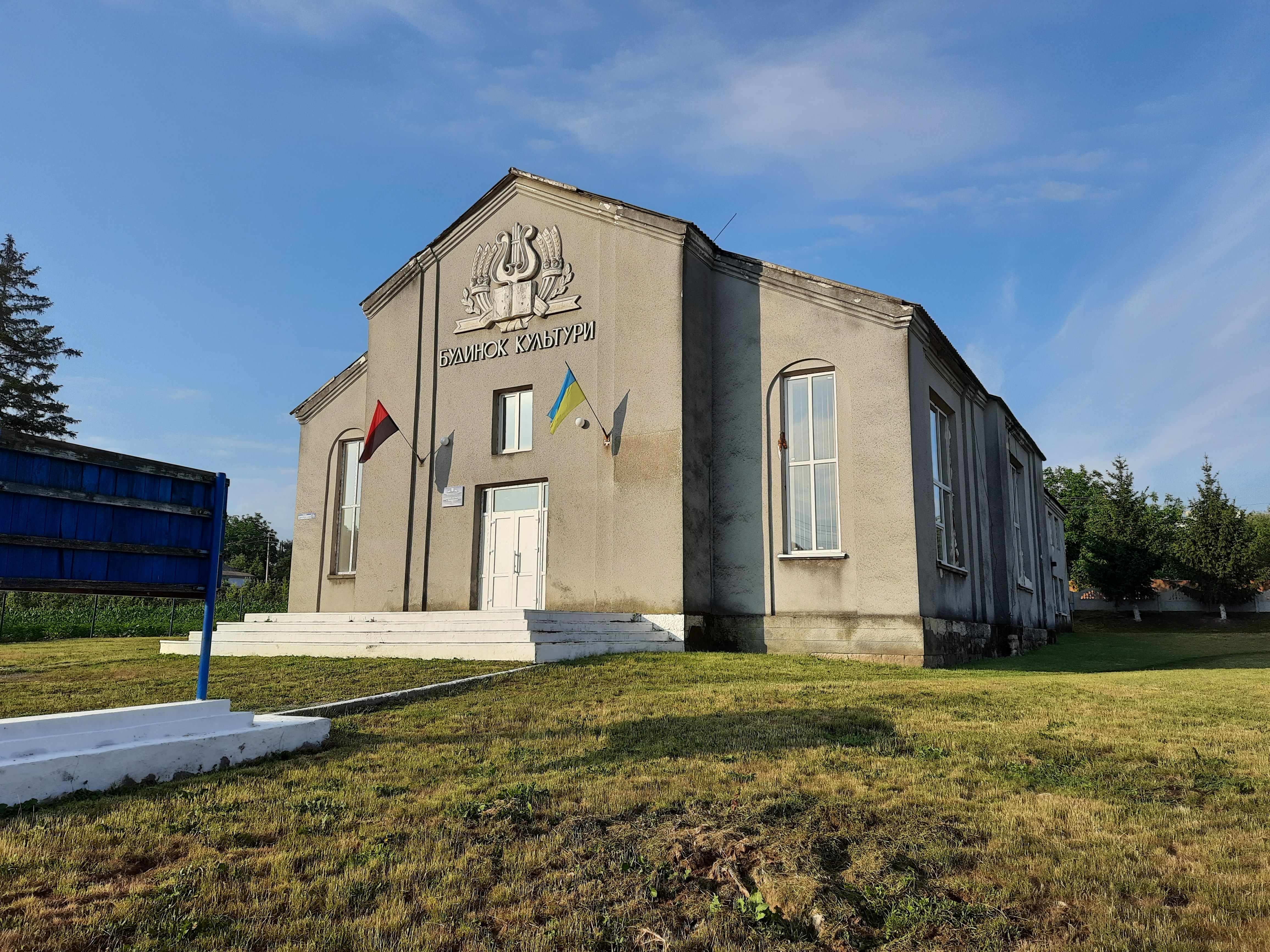
Будинок культури

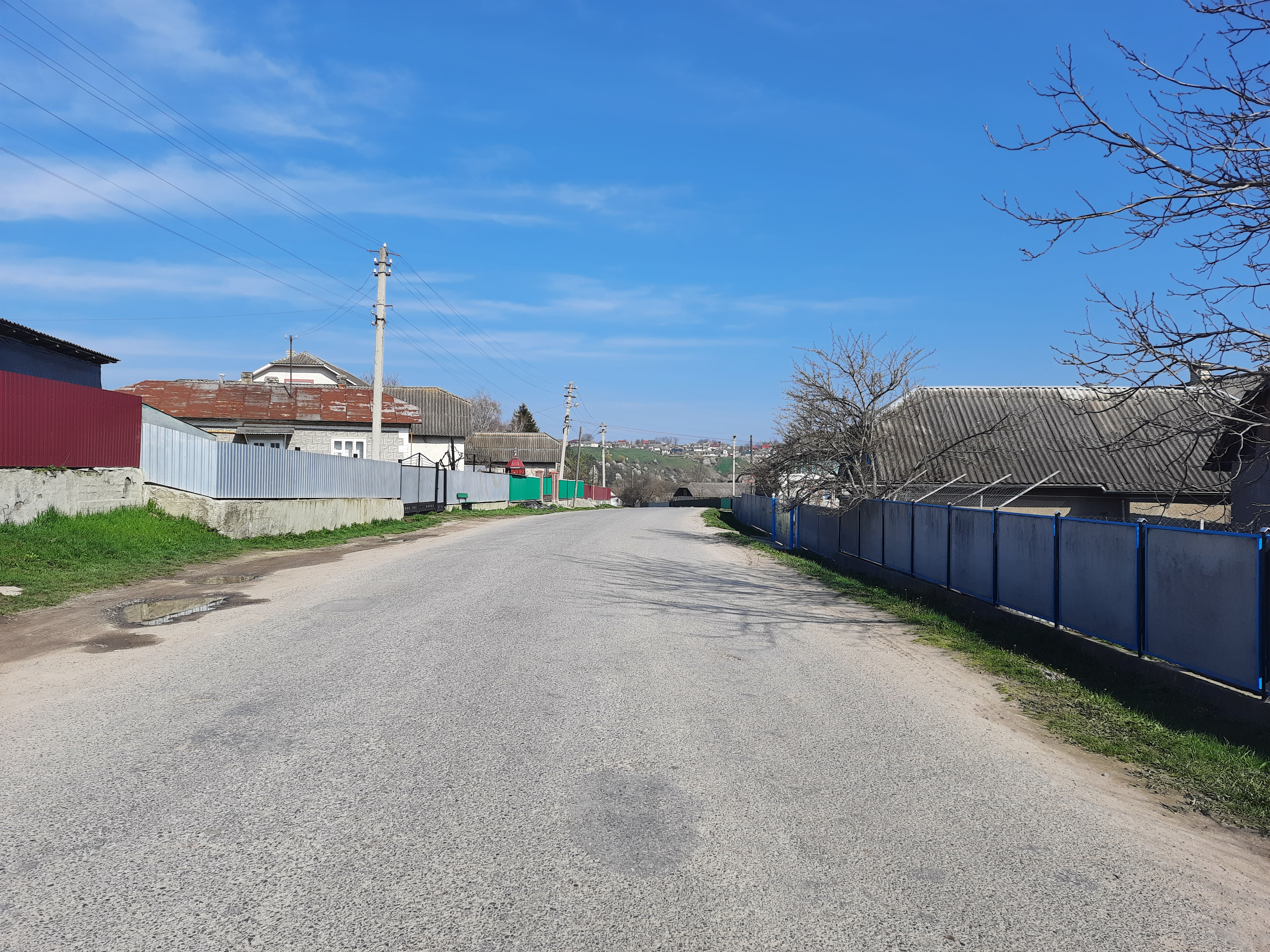
Сільська вулиця

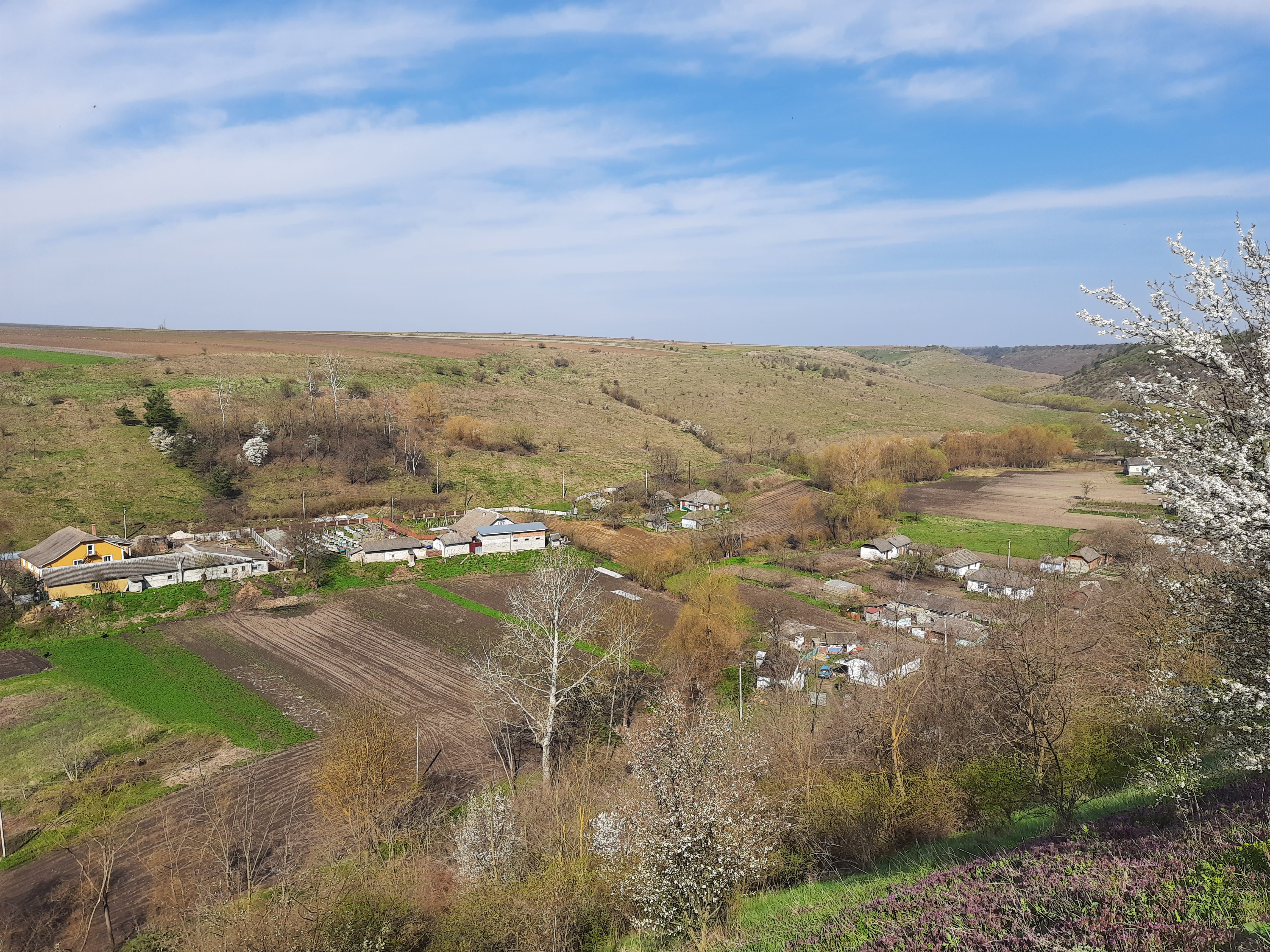
Околиця села

Пища́тинці — село в Україні, у Борщівській міській громаді Чортківського району Тернопільської області.  Розташоване на річці Нічлава та на її притоках Драпака (з допливом Жолобок) і Ярміка, у центральній частині району.
Було центром сільської ради.
Населення — 705 осіб (2007).

## Географія

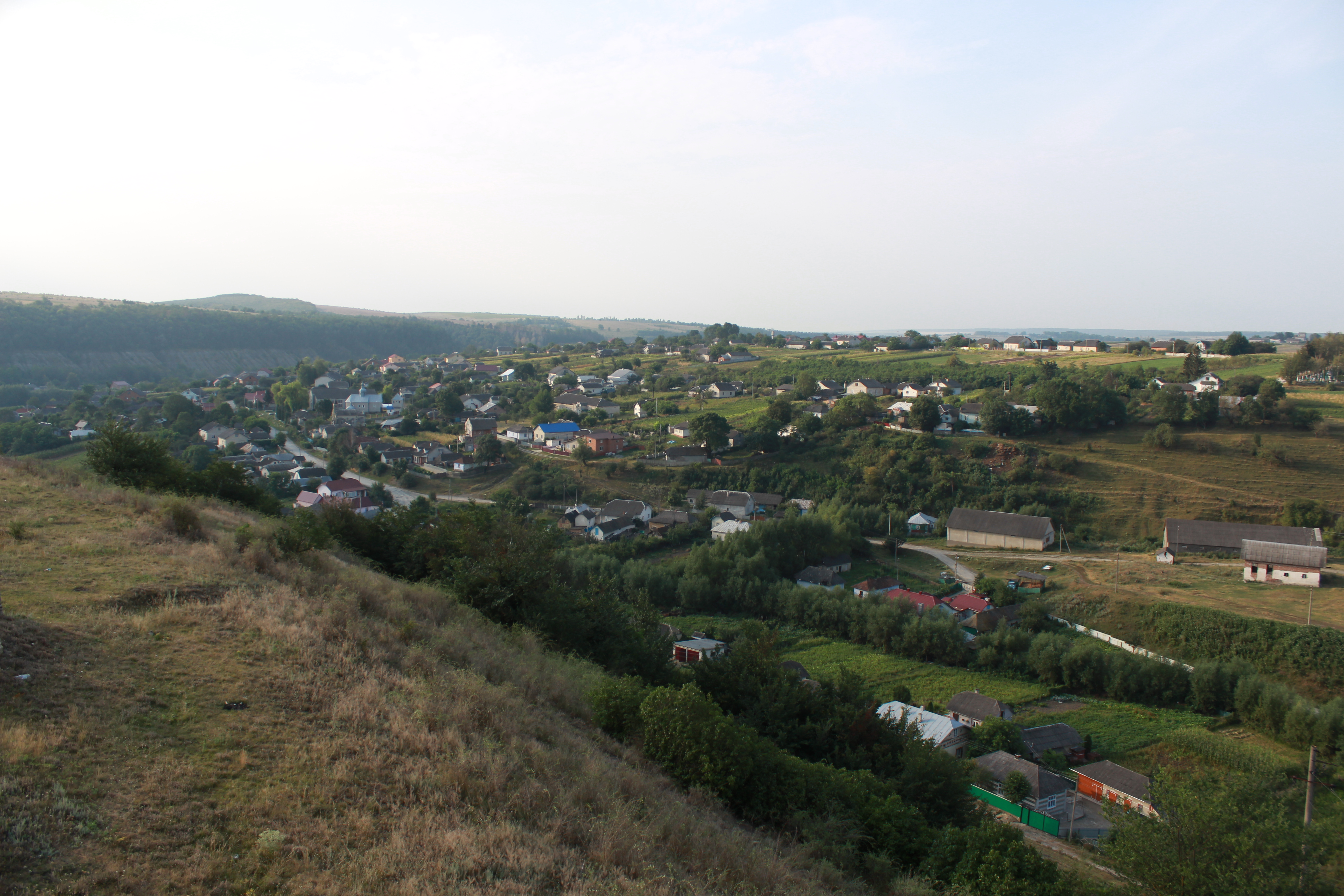
Вид на село з узвишшя замку

Село лежить у зоні помірно континентального клімату. Пищатинці розташовані у «теплому Поділлі» — найтеплішому регіоні Тернопільської області.
Село розташоване на відстані 375 км від Києва, 90 км — від обласного центру міста Тернополя та 4 км від міста Борщів.

## Історія
Поблизу села виявлено археологічні пам'ятки трипільської, черняхівської і давньоруської культур.
Перша писемна згадка — 1494 як П'ятничани. Нинішня назва, ймовірно, походить від староукраїнського прізвища Пищата, стара назва, за М.Крищуком — від П'ятниці, язичницької богині, покровительки жінок та домашньої роботи.
1959 року внаслідок пожежі згоріли 15 господарств.
Діяли «Просвіта», «Луг», «Сільський господар» та інші товариства, кооператива.

### Хутір Сажівки
Сажівки – хутір, приєднаний до с. Пищатинці; розташований за 400 м від нього. У лютому 1952 р. на хуторі був 1 двір (4 осіб); тоді ж виведений із облікових даних у зв'язку з переселенням жителів у Пищатинці.

### 15-17 століття
Перша письмова згадка датована 1494 р. — як про П'ятничани; за версіями М.Крищука, назва походить, ймовірно, від слова «П'ятниця» — язичницька богиня, покровителька жінок і домашньої роботи. Пищатинці — очевидно, від старослов'янського прізвища Пищата. На підставі дослідження архівних матеріалів сучасний польський учений, професор Ришард Щигель встановив, що у 16–17 ст. Пищатинці мали статус містечка. У 1518 р. Вікторин Подфіліпський отримав для Пищатинців локаційний привілей на німецькому праві. Невдовзі, очевидно, міський статус було втрачено, бо в податковому реєстрі середини 16 ст. Пищатинці зафіксовані як село.
У 1564 р. населений пункт належав шляхтянці Наталії Подфіліпській, діяла церква. У 1598 р. у документах, щодо фундації костелу з ініціативи Станіслава Подфіліпського та його дружини Анни, статус Пищатинців як містечка був підтверджений повторно. Зберігалися міські права й у 17 ст.

### 19 століття
За статистикою 1810 р., село було власністю кількох поміщиків і налічувало 105 дворів, де проживало 122 родини (544 особи). 1862 р. в Пищатинцях заснована тривіальна (трикласна) школа. Попереднім власником села був Голейовський, дочка якого, вийшовши заміж за Чарковського, отримала у власність Пищатинці.
У 1875—1878 рр. в урочищі Могилки біля Пищатинців археологи Адам Ґонорій Кіркор і С.Козібродський виявили залишки городища часів Київської Русі 11–13 ст.
В 1890 р. Чарковському належало: 600 морґів орної землі, 860–лугів та городів і пасовиськ, лісів; селянам: 1251 морґ орної землі, лугів і городів. 1896 р. в селі — 217 господарств, серед яких 12 заможних, 55 середніх, 130 малоземельних, 20 безземельних, так званих халупників, які мали 1,5 морґа поля або хату.
У 1890 р. в Пищатинцях відкрита читальня «Просвіти», 1924 р. читальний дім розширено; 1929 р. при читальні «Просвіти» організовано самоосвітні курси для неписьменних, аматорський і театральний гуртки; діяли філії товариств «Сільський господар», «Луг» (у 1931 р. ліквідовано) та ін.; кооператива.
На честь скасування панщини в селі встановлено пам'ятний хрест (1898 р.), що зберігся донині.
У другій половині ХІХ ст. село мало власну символіку — печатку з зображенням граблів, коси, серпа й колісного плуга (Центральний державний історичний архів України у м. Львові. — Ф. 146. — Оп. 4. — Спр. 4441. — Арк. 131).

### 20 століття

#### 1900—1939
За австрійською статистикою 1900 р., у громаді було: 883 греко-католики, 111 римо-католиків, 17 євреїв; мова: 925 осіб — українська, 86 — польська; в дворі: 36 греко-католиків, 27 римо-католиків, 55 євреїв; мова: 31 особа — українська, 81 — польська, 6 — німецька. За польською статистикою, у селі: у 1921 р. — 215 дворів (1104 особи), 1931 р. — 267 дворів (1181 особа). Загальна поверхня — 1611 га (у тому числі 922 двірської посілості), з того орного поля — 901 га. Школа спільна із с. Висічка, за Австро-Угорщини і Польщі — з польською мовою навчання.
У 1914 р. за кошти фундатора Анатоля Смолінського побудовано костел.
1922 р. в селі діяли спиртозавод власників Чарковського і Голейовського, млин власника Чарковського. За даними польської поліції, 1929 р. в селі проживало 54 рядових та підофіцерів — учасників колишніх українських військових формувань, членів УВО, ОУН, за якими було встановлено нагляд. Національний склад населення в Стрілківцях і Пищатинцях у 1938 р.: 1448 осіб — українці, 200 — поляки (8,2 %), 20 — євреї (0,8 %).

#### 1939—1941
Від вересня 1939 р. село — під радянською владою, яка почала «полювання» за членами ОУН, інтеліґенцією, просвітянами, національно свідомою молоддю; зокрема, у м. Умань на Черкащині органи НКВС 21. 07.1941 р. розстріляли братів Дмитра (1908 р.н.) та Івана (1903 р.н.) Виспінських, 1.07.1941 в м. Чортків братів Івана (1913 р.н.) та Михайла (1916 р.н.) Мельничуків, також страчений був Микола Галяс (1908—1941; усі члени ОУН); в ув'язненні померли зв'язкова УПА Марія (1923—1954) і Михайло (1900—1941) Мантики, членка ОУН Ганна Мельничук (1919—1947).
У списку загиблих борців ОУН і УПА із Пищатинців: Іван Білецький (псевдо «Горіх»), Михайло Білик, Василь Галяс (псевдо «Турчин»), Петро Глухий (псевдо «Пісня»), Григорій Іванишин (псевдо «Граб»), Петро Капуста (псевдо «Горішній»), Василь і Григорій (псевдо «Зорян») Кормиші, Микола Осадчук (псевдо «Крук»), Михайло Стефішин (псевдо «Береза»), Василь Стрільчук; членів їхніх сімей було заарештовано і засуджено до різних термінів ув'язнення у сибірських концтаборах.

#### 1941—1944
Від 6 липня 1941 до 6 квітня 1944 р. село — під нацистською окупацією. На фронтах Другої світової війни загинули 50 вихідців із села, у тому числі 27 пропали безвісти. Після війни репресії тривали. У книзі «Реабілітовані історією» (Тернопіль, 2008 р.) зафіксована 21 особа із Пищатинців.

#### 1945—1993
Протягом 1945—1946 рр. у село переселили 9 родин із Лемківщини, Підляшшя і Холмщини (Польща). У 1948 р. в селі був заснований колгосп, згодом його об'єднали з господарствами с. Стрілківці й с. Королівка в колгосп з центральною садибою у Стрілківцях. У господарстві було 3,2 тис. га сільськогосподарських угідь, із яких 2,9 тис. га орної землі. У 1990-х рр. майно та землі розпайовані. 1959 р. внаслідок великої пожежі у селі згоріло 15 господарств.
У Пищатинцях є церква святого Архістратига Михаїла (за «Церковним інвентарем», «Церков є збудована з каміня стараннєм властителя Пищатинець Шимановского в році 1759»; приналежність до УГКЦ), дві каплички Матері Божої (одна з них — 1994 р.), Фіґура Ісуса Христа (2000 р.); встановлено пам'ятні хрести на честь Незалежності України (1991 р.), на честь заснування Братства тверезості, на захист від чуми (відновлений 1991 р.), воякам УПА (1992 р.), на пам'ять про тих, хто виїхав до Канади (1993 р.); насипано символічну могилу жертвам Голодомору (1993 р.).
Наприкінці 1989 року відкрили церкву у конфесійній приналежності до УГКЦ.

### 21 століття
З 30 червня 2016 року належить до Борщівської міської громади.
До 19 липня 2020 р. належало до Борщівського району.

## Населення
Згідно з переписом УРСР 1989 року чисельність наявного населення села становила 781 особа, з яких 342 чоловіки та 439 жінок.
За переписом населення України 2001 року в селі мешкало 730 осіб.

### Мова
Розподіл населення за рідною мовою за даними перепису 2001 року:
| Мова       | Відсоток |
| ---------- | -------- |
| українська | 99,33 %  |
| молдовська | 0,54 %   |
| російська  | 0,13 %   |

## Пам'ятки

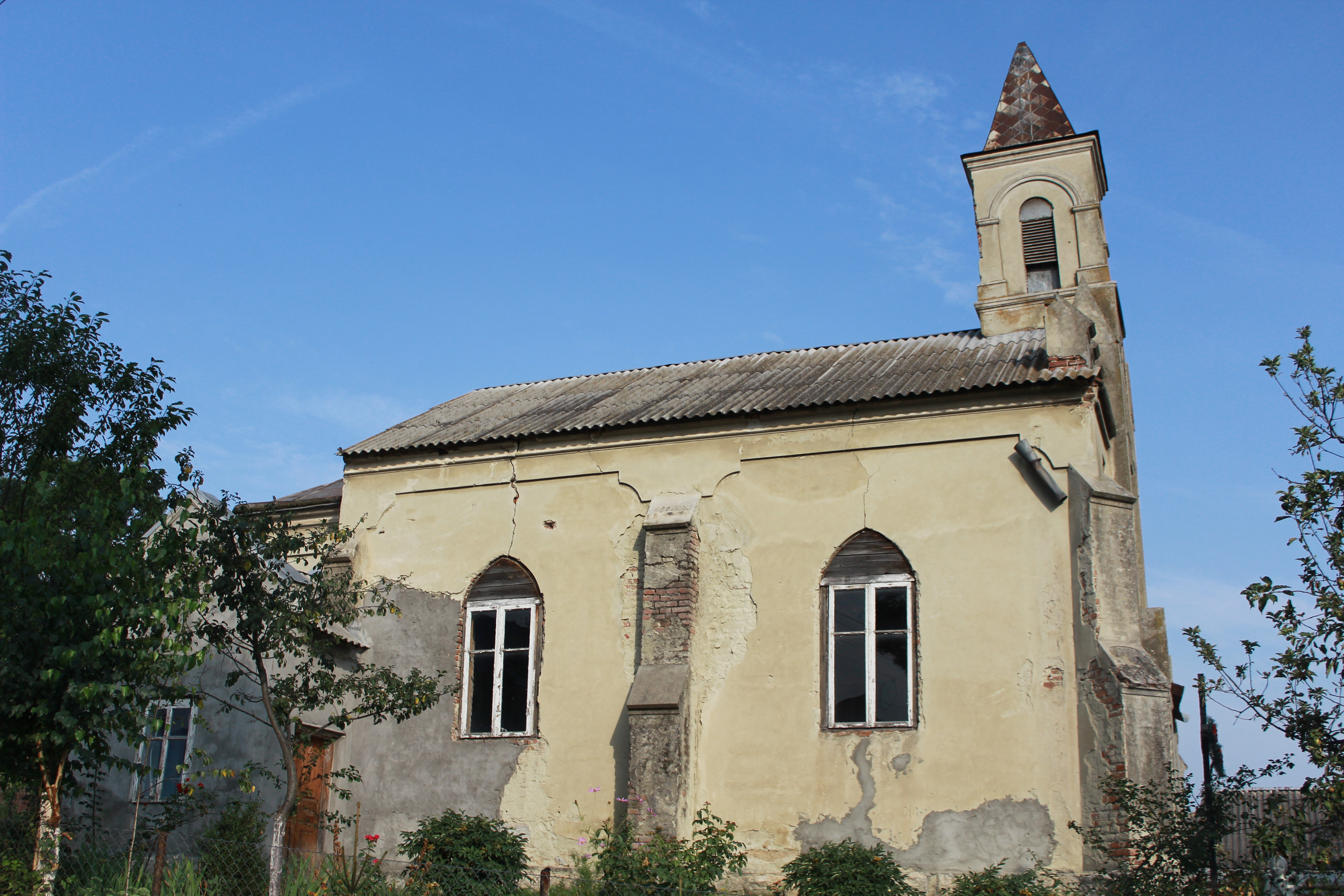
Костел (1914)

- церква святого архистратига Михаїла (1823, мурована, УГКЦ),
- костел (1914)
- старий цвинтар (18 ст.),
- фундамент і стіни нової церкви (посвячення наріжного каменя відбулося наприкінці серпня 1937 р., нині будинок культури),
- капличка (1994),
- «фіґура» Ісуса Христа (2000),
- дерев'яний водогін-самодоплив в урочищі Жолобок (19-20 ст.),
- ґуральня (початок 20 ст.).

Встановлено пам'ятні хрести: Парубоцький (1885, відновлено 1990), на честь скасування панщини 1848 р. (1898), незалежності України (1991), воякам УПА (1992), на пам'ять про тих, хто виїхав до Канади (1993), на захист від чуми (відновлено 1991), насипано символічну могилу жертвам голодомору (1993).

## Соціальна сфера
Працюють загальноосвітня школа І ступеня, клуб, комп'ютеризована бібліотека, ФАП, дитячий садок.

## Відомі люди

### Народилися
- геолог, журналіст, літератор, книговидавець, автор книжки про Пищатинці «Вічна Нічлава» Володимир Герман
- фольклорист, кобзар, композитор Іван Виспінський
- громадська діячка Е. Гикава (Чорнейко)
- громадський діяч, економіст, адвокат, почесний член Товариства «Просвіта» з 1904 року Ярослав Кулачковський
- доктор фізико-математичних наук, лауреат Державної премії України в галузі науки і техніки (2011) Василь Осадчук
- громадські діячі в Канаді Василь Станґрет і Теодор Станґрет
- педагог, ботанік, директор Тернопільської вчительської семінарії Владислав Боберський (1846—1891)[7]